# Onychodactylus fischeri
Onychodactylus fischeri ist eine ostasiatische Amphibienart aus der Familie der Winkelzahnmolche. Die Art kommt im russischen Fernen Osten, Korea und China vor. Die Larvalzeit ist bei dieser Art mit bis zu 3 Jahren relativ lang. Sie besitzt mit 2n = 78 eine der größten Chromosomenzahlen unter den Schwanzlurchen (Caudata).

## Beschreibung

### Adulte Tiere
Die Art erreicht eine Kopf-Rumpf-Länge von 58 bis 90 Millimeter und eine Gesamtlänge von 125 bis 184 Millimeter. Körper und Kopf sind zusammengenommen geringfügig kürzer als der Schwanz. Die Gaumenzahnreihen sind durch einen kleinen Spalt voneinander getrennt. Auf beiden Seiten des Körpers befinden sich 14 bis 15 Rippenfurchen. Onychodactylus fischeri ist braun oder gräulich braun gefärbt und weist Punkte sowie ein goldenes oder bräunliches, undeutliches Dorsalband auf. Dieses kann auch nur aus größeren Flecken bestehen. Bei Männchen ist im Vergleich mit Weibchen der Schwanz kürzer und die Vorderbeine sind länger. Zwischen fünfter Zehe und Tibia befindet sich an den Hinterbeinen des Männchens eine seitliche Falte, welche das auffälligste Unterscheidungsmerkmal zwischen Männchen und Weibchen darstellt. Die Kloake der Männchen ist länger und stärker geschwollen als die der Weibchen. Der Schwanz der Männchen ist gerundet, der der Weibchen spitz. Beinfalten und Kloaken der Männchen sind in der Fortpflanzungszeit sehr auffällig. Die reifenden Eizellen (Oocyten) sind bei den Weibchen durch die Bauchhaut hindurch erkennbar.

### Gelege
Das Gelege besteht aus paarigen Eisäcken, welche jeweils 3 bis 7 Eier enthalten. Ein Gallertstiel verbindet die einzelnen Eisäcke; mit diesem werden die Eisäcke auch an Steine geheftet. Ein Eisack mitsamt Gallertstiel ist ungefähr 45 Millimeter lang, evtl. auch geringfügig länger. Der Durchmesser beträgt 5 bis 6 Millimeter.

### Larven und Jungtiere
Das kleinste bekannte Larvenstadium besitzt bereits voll ausgebildete Vorder- und Hinterbeine, kurze Kiemen und Schwanzsäume. Ab einer Gesamtlänge der Larven von 40 bis 45 Millimeter setzen erste Metamorphose-Prozesse ein. Wenn die Tiere eine Länge von 76 bis 78 Millimeter erreicht haben, ist die Metamorphose abgeschlossen. Direkt nach der Metamorphose besitzen die Tiere keine Krallen und Schwanzsäume.

### Chromosomen
Die Untersuchung der Chromosomenzahl von Tieren aus Korea ergab 2n = 78. Zum Zeitpunkt der Untersuchung (1994) war dies die größte bekannte Chromosomenzahl bei einem Vertreter der Schwanzlurche (Caudata).

## Verbreitung
Das Areal von Onychodactylus fischeri umfasst den russischen Fernen Osten, Korea und China. In Russland, dem nördlichsten Teil des Verbreitungsgebietes, ist die Art im Sichote-Alin-Gebirge sowie im Pogranitschnij-Gebirge heimisch. Vermutlich verläuft am 45. Breitengrad oder etwas nördlich davon durch das Sichote-Alin-Gebirge die Nord- und Nordwestgrenze des Areals. Im Nordosten stellen zwischen dem Chankasee und dem Pazifik die Flusstäler von Rasdolnaja und Ilistaja die Grenze dar. Vorkommen sind nur vom Festland bekannt, nicht von Inseln. Die Vertikalverbreitung reicht von 350 bis 1684 m NN.

## Lebensraum
Onychodactylus fischeri ist eine hochspezialisierte Art. Ihren Lebensraum stellen schnell fließende Bergbäche in Mischwäldern dar. Das Substrat der Gewässer besteht aus Schichten aus Kies oder kiesähnlichem Material. Aufgrund der reichhaltigen Ufervegetation herrscht Schatten und eine hohe Luftfeuchtigkeit von 75 % bis 92 %. Es gibt auch Beobachtungen von Onychodactylus fischeri aus Bergseen. In den schattigsten Bereichen am Gewässer nahe an Quellen, wo es viele Versteckmöglichkeiten und Zugang zu unterirdischen Quellen gibt, halten sich adulte Tiere auf. Hier kann an günstigen Stellen eine Individuendichte von 2 bis 5 Adulten ja 10 m² gefunden werden. Im Süden des Areals kommt Onychodactylus fischeri häufiger vor als im Norden. Von den Quellen bachabwärts nimmt die Häufigkeit der Art ab. Dies liegt möglicherweise an den höheren Wassertemperaturen und Raubfischen.

## Lebensweise
Larven und Tiere kurz nach der Metamorphose sind während der Abenddämmerung am aktivsten. Adulte Tiere leben vom Spätsommer bis zum Frühherbst in der Regel terrestrisch und im Frühjahr, Frühsommer und in den mittleren Herbstmonaten aquatisch. Von Oktober bis April hält Onychodactylus fischeri vermutlich Winterruhe. Erste aktive Tiere nach dem Winter wurden zwischen Ende April und Anfang Mai gefunden.
Es gibt kaum Daten zur Fortpflanzung von Onychodactylus fischeri. Bislang wurde nur einmal ein einzelnes Gelege entdeckt. Dieses wurde Anfang August gefunden und befand sich auf der Rückseite eines großen Steines in einem Bach. Von April bis Mitte Juli sowie von August bis September sind bei den Weibchen große Oocyten vorhanden. Es wird vermutet, dass in unterirdischen Quellen oder den Kieslagen im Bachbett abgelaicht wird. Der Fortpflanzungszeitraum der Art dauert vom späten Frühjahr bis über den ganzen Sommer an, mit einem Höhepunkt im Juni und Juli.
Die Larvalzeit ist bei der Art relativ lang. Die Larven verbringen ein Jahr oder mehr in dem Gewässer, in dem sie geschlüpft sind. Eine Untersuchung von Larven in ihren Gewässern ergab ein Alter von 0 bis 3 Jahren. Exemplare mit einer Kopf-Rumpf-Länge von mehr als 30 Millimeter verschwanden im September aus den Gewässern. Es wird vermutet, dass bei diesen zwei- bis dreijährigen Tieren zu dem Zeitpunkt die Metamorphose stattfindet.
Larven machen bei einer Gesamtlänge von 34 bis 39 Millimeter den Übergang von endogener Ernährung durch embryonal angelegten Dotter hin zu aktiver Nahrungssuche durch. Als Nahrung dienen den Larven vor allem strömungsliebende Krebstiere wie Gammaridae sowie Larven von Eintagsfliegen und Steinfliegen. Während der Metamorphose wird die Ernährung der Tiere eingeschränkt. In dieser Phase werden auch Landarthropoden als Nahrung angenommen, sie besteht aber weiterhin größtenteils aus im Wasser lebenden Tieren. Nach der Metamorphose fressen die Jungtiere hauptsächlich an Land lebende Arthropoden. Die Nahrung adulter Tiere variiert je nach Habitat. Über den Sommer und zu Beginn des Herbstes fressen sie hauptsächlich Landtiere wie Spinnentiere, Tausendfüßer oder Käfer. Unmittelbar vor und nach der Winterruhe besteht die Nahrung vor allem aus aquatischen Wirbellosen.

## Fressfeinde und Parasiten
Die Larven werden hauptsächlich von Raubfischen erbeutet. So besteht eine negative Korrelation zwischen dem Vorkommen von Onychodactylus fischeri und der Sibirischen Groppe und Salvelinus malma; das heißt, wo die beiden Fischarten vorkommen, fehlt Onychodactylus fischeri. Weitere Fressfeinde der Larven sind die beiden Grubenotternarten Gloydius blomhoffii und Gloydius saxatilis und die Flusswasseramsel. Von fleischfressenden Säugetieren wie dem Asiatischen Dachs und dem Kragenbären ist bekannt, dass sie auch adulte Exemplare von Onychodactylus fischeri erbeuten. Bei in Gefangenschaft gehaltenen Tieren wurde Kannibalismus unter den Larven beobachtet. Ein Endoparasit der Art ist die Nematode Cosmocercoides pulcher.

## Systematik
Onychodactylus fischeri wurde 1886 von Boulenger erstbeschrieben. Es werden keine Unterarten unterschieden. Ein Synonym ist Onychodactylus rossicus Nikolsky, 1914.
Eine phylogenetische Untersuchung von Onychodactylus fischeri und Onychodactylus japonicus anhand des mitochondrialen Cytochrom b ergab, dass beide Arten Schwesterarten sind, Onychodactylus fischeri aus drei genetisch unterscheidbaren Populationen in Russland, Nordost-China und Korea besteht und im bisherigen Umfang nicht monophyletisch ist. Die Ergebnisse der Untersuchung legen nahe, dass Onychodactylus fischeri, genauso wie Onychodactylus japonicus, aus mehreren kryptischen Arten besteht.

## Gefährdung und Schutz
In der Roten Liste der IUCN wird die Art als nicht gefährdet (Least Concern) gelistet, in Südkorea gilt sie als gefährdet (nationally threatened). Der Bestand der Art nimmt stark ab. Grund hierfür scheint hauptsächlich der Verlust ihres sehr speziellen Lebensraum zu sein, zum Beispiel durch das Fällen von Bäumen an Quellen. Weitere potentielle Gefahren sind die Verschmutzung von Quellen und die Entnahme von Kies aus den Gewässern.